# Vilarinho de Cotas
Vilarinho de Cotas est un petit village du Portugal peuplé de 254 habitants, situé près de Pinhão (Alijó, région du Douro).
Le village possède une superficie de 3,81 km2 et une densité de population de 38,3/km2.